# Parti communiste au Danemark
Ne doit pas être confondu avec Parti communiste du Danemark.
Le Parti communiste au Danemark (en danois : Kommunistisk Parti i Danmark, KPiD) est un parti politique communiste danois fondé en 1990 par une frange dissidente du Parti communiste du Danemark qui refusait la participation du parti à la Liste de l'unité, une alliance de plusieurs partis politiques de gauche.

## Histoire
Arne Cheller a été élu président du parti lors d'un congrès en mai 2015 face à Betty Frydensbjerg Carlsson qui était présidente du mouvement depuis sa fondation. Après avoir été réélu à l'unanimité à la direction nationale lors du 12e congrès en 2018, le président Arne Cheller et d'autres membres de la direction nationale ont cependant démissionné du parti quelques jours plus tard. La raison de cette démission était un conflit concernant le processus d'unification entre le KPiD et deux autres partis communistes. Cheller et les autres ont rejoint le Parti Communiste (KP) et Rikke Frydensbjerg Carlsson a été élue par la suite nouvelle dirigeante du parti.
Avant sa disparition en 2023, le KPiD était l'un des quatre partis communistes actifs au Danemark. Au cours des dernières décennies, plusieurs tentatives de réunification entre le Parti communiste du Danemark (DKP), le KPiD et le Parti Communiste (KP) pour former un parti communiste unifié ont échoué. Les principales différences entre ces partis sont d'ordre personnel, culturel et historique. Ils diffèrent peu sur le plan idéologique. Le quatrième parti communiste, le Parti communiste des travailleurs (APK), a refusé de participer aux discussions.
Ces pourparlers de réunification ont repris quand la Liste de l'unité a adopté plusieurs résolutions acceptant l'adhésion du Danemark à l'OTAN et à l'UE, considéré comme inacceptable pour le DKP et le KPiD. En septembre 2023, ces deux partis ont fusionné. 